# Saison 5 de The Americans
Chronologie
Saison 4 Saison 6
Cet article présente le guide des épisodes de la cinquième saison de la série télévisée américaine The Americans.

## Généralités
- Aux États-Unis, cette saison a été diffusée du 7 mars 2017 au 30 mai 2017 sur FX.
- Au Canada, elle a été diffusée en simultané sur FX Canada.

## Distribution

### Acteurs principaux
- Matthew Rhys (VF : Arnaud Arbessier) : Phillip Jennings
- Keri Russell (VF : Barbara Delsol) : Elizabeth Jennings
- Noah Emmerich (VF : Michel Dodane) : agent du FBI Stan Beeman
- Keidrich Sellati (VF : Samuel Bellonie) : Henry Jennings
- Holly Taylor (VF : Clara Quilichini) : Paige Jennings
- Costa Ronin (VF : Miglen Mirtchev) : Oleg Igorevich Burov
- Brandon J. Dirden (en) : agent du FBI Dennis Aderholt

### Acteurs récurrents
- Frank Langella (VF : Féodor Atkine) : Gabriel, l'ancien superviseur du KGB auprès des Jennings
- Margo Martindale : Claudia, superviseure des Jennings
- Laurie Holden : Renee[1]
- Ivan Mok : Tuan

## Épisodes

### Épisode 1:L'Ondulation Ambre des Blés
- États-Unis /  Canada : 7 mars 2017 sur FX[2] / FX Canada
- France : 3 janvier 2018 sur Canal+ Séries
- Belgique : 27 janvier 2018 sur Be 1
- Québec : 9 janvier 2019 sur AddikTV[3]
- Suisse : 10 mai 2019 sur RTS Deux

- États-Unis : 925 000 téléspectateurs[4] (première diffusion)

### Épisode 2:Nuisibles
- États-Unis /  Canada : 14 mars 2017 sur FX / FX Canada
- France : 3 janvier 2018 sur Canal+ Séries
- Belgique : 27 janvier 2018 sur Be 1
- Québec : 16 janvier 2019 sur AddikTV
- Suisse : 10 mai 2019 sur RTS Deux

- États-Unis : 940 000 téléspectateurs[5] (première diffusion)

### Épisode 3:Les Moucherons
- États-Unis /  Canada : 21 mars 2017 sur FX / FX Canada
- France : 3 janvier 2018 sur Canal+ Séries
- Belgique : 3 février 2018 sur Be 1
- Québec : 23 janvier 2019 sur AddikTV
- Suisse : 17 mai 2019 sur RTS Deux

- États-Unis : 800 000 téléspectateurs[6] (première diffusion)

### Épisode 4:Qu'est-ce qu'il y a avec le Kansas?
- États-Unis /  Canada : 28 mars 2017 sur FX / FX Canada
- France : 10 janvier 2018 sur Canal+ Séries
- Belgique : 3 février 2018 sur Be 1
- Québec : 30 janvier 2019 sur AddikTV
- Suisse : 17 mai 2019 sur RTS Deux

- États-Unis : 890 000 téléspectateurs[7] (première diffusion)

### Épisode 5:Lotus 1-2-3
- États-Unis /  Canada : 4 avril 2017 sur FX / FX Canada
- France : 10 janvier 2018 sur Canal+ Séries
- Belgique : 10 février 2018 sur Be 1
- Québec : 6 février 2019 sur AddikTV
- Suisse : 24 mai 2019 sur RTS Deux

- États-Unis : 704 000 téléspectateurs[8] (première diffusion)

### Épisode 6:Hybride
- États-Unis /  Canada : 11 avril 2017 sur FX / FX Canada
- France : 17 janvier 2018 sur Canal+ Séries
- Belgique : 10 février 2018 sur Be 1
- Québec : 13 février 2019 sur AddikTV
- Suisse : 24 mai 2019 sur RTS Deux

- États-Unis : 706 000 téléspectateurs[9] (première diffusion)

### Épisode 7:Le comité des droits de l'Homme
- États-Unis /  Canada : 18 avril 2017 sur FX / FX Canada
- France : 17 janvier 2018 sur Canal+ Séries
- Belgique : 17 février 2018 sur Be 1
- Québec : 20 février 2019 sur AddikTV
- Suisse : 31 mai 2019 sur RTS Deux

- États-Unis : 791 000 téléspectateurs[10] (première diffusion)

### Épisode 8:Immersion
- États-Unis /  Canada : 25 avril 2017 sur FX / FX Canada
- France : 24 janvier 2018 sur Canal+ Séries
- Belgique : 17 février 2018 sur Be 1
- Québec : 27 février 2019 sur AddikTV
- Suisse : 31 mai 2019 sur RTS Deux

- États-Unis : 763 000 téléspectateurs[11] (première diffusion)

### Épisode 9:Pancake Révolution
- États-Unis /  Canada : 2 mai 2017 sur FX / FX Canada
- France : 24 janvier 2018 sur Canal+ Séries
- Belgique : 24 février 2018 sur Be 1
- Québec : 6 mars 2019 sur AddikTV
- Suisse : 7 juin 2019 sur RTS Deux

- États-Unis : 677 000 téléspectateurs[12] (première diffusion)

### Épisode 10:Chambre Noire
- États-Unis /  Canada : 9 mai 2017 sur FX / FX Canada
- France : 31 janvier 2018 sur Canal+ Séries
- Belgique : 24 février 2018 sur Be 1
- Québec : 13 mars 2019 sur AddikTV
- Suisse : 7 juin 2019 sur RTS Deux

- États-Unis : 613 000 téléspectateurs[13] (première diffusion)

### Épisode 11:Dyatkovo
- États-Unis /  Canada : 16 mai 2017 sur FX / FX Canada
- France : 31 janvier 2018 sur Canal+ Séries
- Belgique : 3 mars 2018 sur Be 1
- Québec : 20 mars 2019 sur AddikTV
- Suisse : 14 juin 2019 sur RTS Deux

- États-Unis : 620 000 téléspectateurs[14] (première diffusion)

### Épisode 12:Le Conseil Œcuménique des Églises
- États-Unis /  Canada : 23 mai 2017 sur FX / FX Canada
- France : 7 février 2018 sur Canal+ Séries
- Belgique : 3 mars 2018 sur Be 1
- Québec : 27 mars 2019 sur AddikTV
- Suisse : 14 juin 2019 sur RTS Deux

- États-Unis : 661 000 téléspectateurs[15] (première diffusion)

### Épisode 13:Division Soviétique
- États-Unis /  Canada : 30 mai 2017 sur FX / FX Canada
- France : 7 février 2018 sur Canal+ Séries
- Belgique : 3 mars 2018 sur Be 1
- Québec : 3 avril 2019 sur AddikTV
- Suisse : 21 juin 2019 sur RTS Deux

- États-Unis : 767 000 téléspectateurs[16] (première diffusion)

Philip, Elizabeth et Tuan retrouvent les Morozov à temps pour sauver Pasha de sa tentative de suicide. Plus tard, alors que Pasha se remet, Evgheniya se décide à repartir à Moscou avec son fils mais sans son mari. Tuan considère malgré les circonstances que la mission est un succès et que le comportement des Jennings a manqué de causer l'échec, selon lui car le couple s'est embourgeoisé. Elizabeth rappelle alors à Tuan qu'ils ont de l'expérience et que ses méthodes solitaires et directes causeront sa perte à moins qu'il n'ait un partenaire.

Philip découvre que Renee emménage chez Stan. Il soupçonne toujours la femme d'être une espionne russe. Stan confiera à Renee son envie de quitter la division anti-soviétique, lassée de manipuler des personnes dans le doute, mais Renee l'en dissuade. En URSS, Martha apprend qu'à la suite de sa rencontre avec Gabriel, le KGB va lui permettre d'adopter une orpheline, Olya.